# 30 Pułk Piechoty Liniowej (Francja)
30 Pułk Piechoty Liniowej Wielkiej Armii – jeden z francuskich pułków piechoty okresu wojen napoleońskich. Wchodził w skład Wielkiej Armii Cesarstwa Francuskiego.
Podczas wyprawy na Rosję w 1812 jego dowódcą był gen. Bonamy, wzięty później do niewoli. Żołnierze oddziału walczyli m.in. o tzw. redutę Rajewskiego.